# Harland and Wolff
Harland and Wolff Heavy Industries este o firmă bazată pe construcții maritime, localizată în Belfast, Irlanda de Nord. Majoritatea vapoarelor firmei White Star Line au fost construite de către această firmă.